# Trungy
Trungy – miejscowość i gmina we Francji, w regionie Normandia, w departamencie Calvados.
Według danych na rok 1990 gminę zamieszkiwało 209 osób, a gęstość zaludnienia wynosiła 30 osób/km² (wśród 1815 gmin Dolnej Normandii Trungy plasuje się na 677. miejscu pod względem liczby ludności, natomiast pod względem powierzchni na miejscu 718.).